# Lambert Ward
Pour les articles homonymes, voir Ward.
Albert Lambert Ward (7 novembre 1875-21 octobre 1956) est un soldat volontaire dans l'armée territoriale et un homme politique du Parti conservateur au Royaume-Uni.

## Biographie
Ward est un officier de l'Honourable Artillery Company, il est nommé sous-lieutenant en 1902. Il est  promu lieutenant en 1904. Il est encore lieutenant à la formation de l'armée territoriale en 1908, et est promu capitaine en 1913. Il combat pendant la Première Guerre mondiale, étant bientôt promu au grade de major temporaire et finalement s'élevant au grade de lieutenant-colonel. En 1916, il commande le bataillon Howe de la Royal Naval Division. Après la guerre, il continue comme officier, revenant initialement au grade de major. Il reçoit la décoration territoriale en 1919. Il à nouveau promu lieutenant-colonel en 1924 (regagnant son ancienne ancienneté), commandant l'unité pour une période allant jusqu'à 1928. Il reçoit une promotion comme colonel en 1927. En 1931, il est nommé colonel honoraire du 50e train divisionnaire (Northumbrian) du Royal Army Service Corps.
Il est élu aux élections générales de 1918 député pour Kingston upon Hull North West, et occupe le siège jusqu'à sa défaite aux élections de 1945. Il sert sous Ramsay MacDonald comme Lords du Trésor de 1931 à 1935 et en tant que Vice-Chambellan de la maison en 1935, sous Stanley Baldwin comme vice chambellan de la maison en 1935 et en tant que contrôleur de la maison de 1935 à 1937 et sous Neville Chamberlain comme trésorier de la maison en 1937.
Ward est fait baronnet, de Blyth dans le comté de Northumberland, dans les honneurs de l'anniversaire du roi 1929. Il est nommé commandant de l'Ordre royal de Victoria en 1937. En 1946, il est nommé lieutenant adjoint du comté de Londres.

## Famille
Il est le fils d'Albert Bird Ward et de Louisa Emma née Lambert, Sa sœur Louisa Isabel Ward (1872–1969) épouse John Edward Thornycroft. En 1920, il épouse Constance Vivian née Tidmas (1890–1976). Leur fille Diana Josephine Lambert Ward (1921–2004), Lady Spearman, est la deuxième épouse de Sir Alexander Cadwallader Mainwaring Spearman.